# Song Bassong
Pour les articles homonymes, voir Song (homonymie) et Bassong.
Song Bassong est un village du Cameroun, situé dans la région du Centre et le département du Nyong-et-Kéllé. Il est rattaché à la commune d'Éséka. 

## Géographie
La localité est arrosée par la Mouanda.

## Population
En 1963-1964, la population de Song Bassong était de 276 habitants, principalement des Bassa. 
Lors du recensement de 2005, on y a dénombré 347 personnes.   